# Championnat d'Amérique du Sud féminin de volley-ball des moins de 20 ans 2008
Navigation
Édition précédente Édition suivante
Le 19e Championnat d'Amérique du Sud féminin de volley-ball des moins de 20 ans s'est déroulé en 2008 à Lima, Pérou. Il a mis aux prises les huit meilleures équipes continentales.

## Classement final
| Place              | Équipe    |
| ------------------ | --------- |
| Médaille d'or      | Brésil    |
| Médaille d'argent  | Venezuela |
| Médaille de bronze | Pérou     |
| 4                  | Argentine |
| 5                  | Colombie  |
| 6                  | Bolivie   |
| 7                  | Chili     |
| 8                  | Uruguay   |